# 58424 Jamesdunlop
58424 Jamesdunlop è un asteroide della fascia principale. Scoperto nel 1996, presenta un'orbita caratterizzata da un semiasse maggiore pari a 2,5319917 UA e da un'eccentricità di 0,1556151, inclinata di 4,62816° rispetto all'eclittica.
L'asteroide è dedicato a James Dunlop, astronomo britannico.